# زیبای سیاه (ترانه لانا دل ری)
«زیبای سیاه» (به انگلیسی: Black Beauty) تک‌آهنگی از خواننده و ترانه‌نویس اهل ایالات متحده آمریکا لانا دل ری برای سومین آلبوم استودیویی خود، خشونت افراطی (۲۰۱۴) است. این ترانه در ۱۵ دسامبر ۲۰۱۴ توسط
ورتیگو رکوردز منتشر شد.